# 諾娜·蓋伊
諾娜·愛莎·蓋伊（1974年9月4日—）是一位美國女歌手、前時裝模特兒和演員，歌手马文·盖伊的女兒和爵士音樂家史林·蓋拉德的孫女，1990年代初開始了她的歌手生涯。在影視界，蓋伊以在科幻片《黑客帝国2：重装上阵》及《黑客帝国3：矩阵革命》（均2003年）中飾演琪（Zee）而聞名；其他作品如《極地特快車》（2004年）和《限制級戰警2：極限公國》（2005年）。

## 影視作品

### 電影
| 年份 | 標題                      | 角色                 | 附註           |
| ---- | ------------------------- | -------------------- | -------------- |
| 1989 | 《哈林夜總會》            | 贊助人               |                |
| 2001 | 《威爾史密斯之叱吒風雲》  | 貝琳達·阿里          |                |
| 2003 | 《黑客帝国2：重装上阵》   | 琪（）               |                |
| 2003 | 《黑客帝国3：矩阵革命》   | 琪（）               |                |
| 2004 | 《衝擊效應》              | 凱倫（Karen）             |                |
| 2004 | 《極地特快車》            | 英雄女孩（Hero Girl）         | 配音兼動作捕捉 |
| 2005 | 《限制級戰警2：極限公國》 | 蘿拉·傑克森（Lola Jackson）      |                |
| 2005 | 《聖堂佳音》              | 夏琳·泰勒·法蘭克（Charlene Taylor Frank） |                |
| 2009 | 《血骨英雄》              | 塔瑪拉（Tamara）           | DVD首映        |

### 電子遊戲
| 年份 | 標題                   | 配音角色 | 附註       |
| ---- | ---------------------- | -------- | ---------- |
| 2004 | 《極地特快車》         | 英雄女孩 |            |
| 2005 | 《黑客帝國Online》     | 琪       |            |
| 2005 | 《黑客帝國：關鍵抉擇》 | 琪       | 僅存檔鏡頭 |

## 音樂作品

### 專輯
- 《對未來的熱愛》（Love for the Future，1992）
- 《愛的語言》（Language of Love，2008）

### 單曲
- 〈我很高興〉（I'm Overjoyed，1992）
- 〈我們都為愛所做的事情〉（The Things That We All Do for Love，1993）
- 〈愛的標誌（英语：Love Sign）〉（與王子合唱，1994）
- 〈女人必須擁有它〉（A Woman has to have it，1994）

## 外部連結
- 諾娜·蓋伊在互联网电影资料库（IMDb）上的資料（英文）
- 諾娜·蓋伊在Allmusic上的頁面